# Batman: The Long Halloween (película)
Batman: The Long Halloween (en español: Batman: El Largo Halloween) es una película estadounidense de animación de superhéroes directa a vídeo de 2021, producida por Warner Bros. Animation y DC Entertainment, basada en la historia de DC Comics del mismo nombre.
Es la 42ª película de las películas animadas originales del Universo DC, y la tercera del Tomorrowverse.
La película está dirigida por Chris Palmer y protagonizada por las voces de Jensen Ackles, Naya Rivera, Josh Duhamel, Billy Burke, Titus Welliver, David Dastmalchian, Troy Baker, Amy Landecker, Julie Nathanson, Jack Quaid, Fred Tatasciore y Alastair Duncan.
La película está dedicada a Rivera, ya que fue su último papel en el cine antes de su muerte en 2020. La versión completa unida en una sola parte llamada "Deluxe Edition" fue lanzada en septiembre de 2022.

## Argumento

### Primera Parte
En Halloween, Johnny Viti, sobrino del jefe de la mafia de Gotham City, Carmine "El Romano" Falcone, es asesinado por una misteriosa figura que deja una calabaza en la escena del crimen. El capitán del Departamento de Policía de Gotham City, James Gordon, convoca al fiscal Harvey Dent y al justiciero de Gotham, Batman, para investigar el asesinato.
Batman sigue a Catwoman hasta el depósito de dinero de Falcone. Basándose en el lanzamiento de una moneda, Dent decide quemar el dinero en lugar de moverlo legalmente. En represalia, Falcone contrata a Mickey Chen de la mafia china para que ponga una bomba en la casa de Dent. Tanto Dent como su esposa Gilda sobreviven, pero Dent es hospitalizado. Batman persigue a Chen hasta las alcantarillas, donde Chen se encuentra con Solomon Grundy. Batman convence a Grundy de que perdone a Chen y lo lleva a la policía de Chicago. Al no tener pruebas de su participación en el atentado, Batman y Gordon se ven obligados a liberarlo. Gordon aconseja a Batman que aprenda más sobre el trabajo de detective.
En el Día de Acción de Gracias, Falcone le recuerda a su hijo, Alberto, que nunca heredará el negocio familiar. Dent escapa del hospital y se encuentra con Gordon, que le da una pistola para protegerse. Después de que Chen y sus socios sean asesinados por el asesino de Viti, Gordon y Batman interrogan al Hombre Calendario en el Asilo Arkham sobre la identidad del asesino, que ahora es acuñado como "Holiday". El Hombre Calendario nombra a Falcone, Sal Maroni y Dent como sospechosos y califica de "broma" la guerra de Batman contra el crimen; Batman se da cuenta entonces de que el Joker ha escapado de Arkham.
Como no quiere que Holiday le sustituya como el criminal más famoso de Gotham, el Joker se enfrenta a Dent en su casa y le amenaza con matar a Gilda si se demuestra que Dent es Holiday. Maroni aconseja a Batman que si el Guasón es Holiday, inevitablemente apuntará al propio Falcone. En la víspera de Navidad, el Joker acosa a Falcone, advirtiéndole que le divulgue cualquier información nueva sobre Holiday. El guardaespaldas de Falcone, Milos Grappa, persigue a Joker fuera del edificio pero es asesinado por Holiday. En la Batcueva, Batman identifica como sospechosos a Maroni, a la hermana de Falcone, Carla Viti, al Joker, a Falcone y a un personaje sin nombre, que parece ser Dent.
Bruce Wayne asiste a una fiesta de fin de año en un yate para celebrar la clínica infantil de Gotham, organizada por Falcone, quien llama a Bruce durante su discurso como el hijo que nunca tuvo. Bruce se reúne con Selina Kyle, que cancela su relación debido a sus conflictivas identidades secretas.
El Joker intenta bombardear Gotham Square desde un avión robado, esperando que Holiday se encuentre entre la multitud. Después de que Batman frustra al Joker, éste vuelve al yate y acusa a Alberto de ser Holiday, apuntando a los socios de su padre para ganar poder dentro de la familia. Alberto argumenta que sólo quería vivir su propia vida, en lugar de ser controlado por su padre. Éste había rechazado anteriormente a la prometida de Alberto en Oxford.
Al llegar el Año Nuevo, Alberto es disparado por Holiday y cae a la bahía, donde es cortado en pedazos por las hélices. Batman persigue a Holiday, pero éste escapa del yate. Mientras el yate es evacuado, Gordon y Dent se reúnen con Batman. Batman les dice a sus aliados que asignen un destacamento de protección a Falcone y promete ser un mejor detective.
En una escena posterior a los créditos, Falcone solicita la ayuda de Bruce para blanquear su dinero, pero éste se niega. Falcone presenta entonces a la mujer que le acompaña, que estrecha la mano de Bruce. Unas enredaderas emergen de debajo de su manga para agarrar el brazo de Bruce. Sus ojos se vuelven verdes, indicando que Hiedra Venenosa se ha apoderado de él.

### Segunda Parte
Con Bruce Wayne bajo su control, Hiedra Venenosa le obliga a ceder sus bienes a Carmine Falcone, impidiéndole involuntariamente actuar como Batman. Más tarde, Catwoman rescata a Bruce, informándole de que ha estado inactivo durante tres meses y que los asesinatos de Holiday han continuado durante el Día de San Valentín, el Día de San Patricio y el Día de los Inocentes, apuntando tanto a los Falcones como a los Maronis. En el Día de la Madre, Holiday mata al armero que le suministra las armas. Esa misma noche, El Espantapájaros escapa de Arkham y acaba en una pelea con Batman. El Espantapájaros consigue inyectar la toxina del miedo en el cuerpo de Batman. En una alucinación inducida por la toxina, Batman se tambalea por Gotham y acaba en el Callejón del Crimen, donde Catwoman lo encuentra y lo lleva a casa.
La hija de Carmine, Sofía Falcone, se reúne con su padre después de organizar la fuga del Espantapájaros y le pide un lugar en su organización, que él rechaza. Dent y Gordon visitan a Bruce Wayne para obtener su testimonio sobre la noche en que Alberto fue asesinado, con Dent insinuando que podría haber una conexión entre él y los asesinatos debido a que los Wayne financiaron a la familia criminal Falcone en el pasado. Bruce recuerda un incidente de su infancia en el que conoció a Carmine después de que su padre le salvara la vida tras un tiroteo con los Maroni, afirmando que este incidente podría haber llevado a la muerte de sus padres un año después, insistiendo en que cualquier lealtad entre los Wayne murió con ellos.
En el Día del Padre, Maroni se reúne con su padre, Luigi, que luego es asesinado por Holiday. Siguiendo su último consejo, Maroni se acerca a Dent, aceptando testificar contra Falcone a cambio de la inmunidad del fiscal. En el 4 de julio, Harvey y Gilda ven el espectáculo de fuegos artificiales de la noche en un paseo marítimo junto a la familia de Gordon. Batman es capturado por El Espantapájaros y El Sombrerero Loco mientras intenta impedir que roben un banco para Falcone, pero luego escapa fácilmente de sus ataduras y derrota a los dos villanos. A la señal de Carmine, un sicario de la mafia ataca a los Dent. Catwoman interviene pero, a su vez, es dejada inconsciente por el sicario, que también deja fuera de combate a Dent cuando le persigue bajo el paseo marítimo. Cuando Dent despierta, encuentra al sicario muerto, disparado por una de las pistolas de Holiday, y oye una voz que le dice que corra antes de que llegue la policía.
Antes del juicio de Maroni, Batman se cuela en la casa de Dent, encontrando las armas de Holiday en el sótano, junto con un banderín de Oxford, presentando esta evidencia a Gordon en privado en el tejado del juzgado. Durante el juicio, Dent es atormentado por más mensajes de la voz, y Maroni, retractándose de su trato, afirma que Carmine es un ciudadano honrado antes de lanzar un frasco de ácido en la cara a Dent para vengar la muerte de su padre, creyendo que es Holiday. Dent sobrevive pero con horribles quemaduras en mitad del rostro, despertando vendado en el hospital, descubriendo que el público también cree que es Holiday. La voz vuelve a enfrentarse a Dent y luego se apodera de su cuerpo, escapando del hospital tras recibir una llamada telefónica de Carmine, que resulta ser una trampa para atraerlo y que sea asesinado por los asesinatos de Holiday. Dent mata a los sicarios de Carmine y es succionado bajo el agua de las alcantarillas.
En la fiesta de cumpleaños de Carmine, éste celebra la supuesta muerte de Holiday, sólo para encontrar a su hermana, Carla Viti, asesinada por una de las armas de Holiday. Batman interroga a Gilda para saber más sobre Dent, aún queriendo ayudarle debido a su amistad. Dent se encuentra con Solomon Grundy en las alcantarillas y reclama la ayuda de éste para vengarse, atacando el convoy policial que escolta a Sal Maroni a la cárcel. Batman, disfrazado de oficial, derrota a Grundy y enfrenta a Dent con Gordon, que se ha quitado las vendas para revelar su rostro lleno de cicatrices y su nueva personalidad. Gordon acusa a Dent de ser Holiday, revelando las armas encontradas en su sótano poco antes de que Maroni sea disparado por Holiday. Dent, que parece haber deducido quién es Holiday, ataca tanto a Batman como a Gordon para evitar que den caza al asesino y luego escapa con Grundy. Batman regresa a la Mansión Wayne, que su mayordomo Alfred Pennyworth prepara para otro Halloween, y comienza a preguntarse qué sentido tiene su misión si sus padres ayudaron a crear los criminales que combate; sin embargo, Alfred le asegura que estarían orgullosos. Dent y Grundy atacan entonces el Asilo Arkham, liberando a numerosos reclusos, excepto al Hombre Calendario. Batman empieza a dudar de que Dent esté relacionado con los asesinatos y visita a Carmine, que intenta matarlo. Catwoman lo impide y poco después es preguntada por su obsesión con la familia Falcone. Ella revela que Carmine es su padre y que quiere averiguar el nombre de su madre, compartiendo después un beso con Batman.
Los presos de Arkham hacen su jugada, con Hiedra Venenosa, El Espantapájaros y El Sombrerero Loco atacando las calles de la ciudad, distrayendo a la policía para permitir que Dent, Joker, Grundy y El Pingüino ataquen el edificio de Falcone. Los criminales aparentemente matan a Sofía y capturan a Carmine, con Dent realizando un lanzamiento de moneda para determinar si vivirá o morirá. Batman y Catwoman llegan y someten a los villanos, pero no pueden evitar que Dent asesine a Falcone. Sofía se despierta e intenta matar a Dent pero tropieza con la ventana, dejándose caer cuando Catwoman intenta salvarla. Catwoman se desenmascara ante un Carmine sangrando, que dice el nombre de "Louisa", muriendo poco después en los brazos de Batman. Más tarde, Batman y Gordon se encuentran con Dent, que ahora se hace llamar "Dos Caras", en el tejado de la GCPD. Dos Caras declara que el Largo Halloween ha terminado, confiesa todos los asesinatos de las fiestas y se entrega a Gordon. Batman pregunta a Gordon y a Dos Caras si su promesa de acabar con el imperio de Falcone ha merecido la pena, a lo que Gordon responde que no lo sabrán hasta dentro de mucho tiempo.
Dos Caras es internado rápidamente en Arkham, donde murmura el nombre de Gilda. En la casa de los Dent, Gilda comienza a quemar el traje y el equipo de Holiday, con Batman observando. Gilda revela que ella era Holiday y que había mantenido una relación con Alberto Falcone cuando estudiaban en Oxford, casándose con él después de quedarse embarazada. Sin embargo, Carmine obligó a los dos a separarse y a Gilda a abortar, arruinando su vida y llevándola a buscar venganza, algo que Batman ya había deducido, ya que Dent nunca fue a Oxford y actuó para salvar a Holiday después de enterarse de las armas. Gilda no expresa ningún remordimiento por sus acciones, excepto por lo que le hicieron a su marido, y se pregunta si Batman la arrestará. Batman sólo quiere saber si Holiday está acabada y se marcha sin contarle sus planes. En la Mansión Wayne, Bruce se pregunta por qué Alfred todavía se molesta en dejar caramelos para el "truco o trato". El timbre de la puerta suena, revelando una familia con un niño disfrazado de Batman; Bruce y Selina ven a Alfred repartir caramelos.
En una escena poscréditos, Alfred abre la puerta y, tras ver a Flash y Flecha Verde, le dice a Bruce que es para él.

## Reparto
- Jensen Ackles como Bruce Wayne/Batman
  - Zach Callison como el joven Bruce Wayne
- Josh Duhamel como Harvey Dent/Dos Caras
- Titus Welliver como Carmine Falcone
- Naya Rivera como Selina Kyle/Catwoman
- Troy Baker como Joker
- Laila Berzins como Sofia Falcone
- Billy Burke como James Gordon
- David Dastmalchian como Julian Day/Hombre Calendario, Oswald Cobblepot/El Pingüino
- Greg Chun como Mickey Chen
- Jack Quaid como Alberto Falcone
- Alyssa Diaz como Renée Montoya
- John DiMaggio como Jervis Tetch/El Sombrerero Loco
- Robin Atkin Downes como Jonathan Crane/El Espantapájaros, Thomas Wayne
- Alastair Duncan como Alfred Pennyworth
- Gary LeRoi Gray como el Oficial Pearce
- Amy Landecker como Barbara Gordon, Carla Viti
- Julie Nathanson como Gilda Dent
- Jim Pirri como Salvatore Maroni
- Katee Sackhoff como Pamela Isley/Hiedra Venenosa
- Fred Tatasciore como Solomon Grundy
- Rick Wasserman como el guardaespaldas

## Producción
La película fue anunciada oficialmente el 23 de agosto de 2020, durante el panel de Superman: Man of Tomorrow en el DC FanDome.
El 31 de marzo de 2021 se reveló el reparto de voces de la película. El 8 de abril, se publicó un tráiler en el que se revelaba también la fecha de estreno de la película.

## Estreno
La película se estrenó el 22 de junio de 2021 en descarga digital, DVD y Blu-ray.

## Recepción
En el agregador de reseñas Rotten Tomatoes, la primera parte tiene un índice de aprobación del 100% basado en 18 críticas, con una calificación media de 7.80/10.
Jesse Schedeen, de IGN, calificó la primera parte con un 8 de 10: "Batman: The Long Halloween, primera parte, no alcanza el alto nivel de la Justice Society: World War II, pero es una adición bien hecha a la renovada línea de películas del Universo DC. Adapta fielmente el material original de los cómics, aunque a veces se desvía hacia su propia dirección. Es difícil imaginar que esta adaptación funcione tan bien si Warner Bros. Animation hubiera intentado meter todo The Long Halloween en una sola película. Con un poco de suerte, la Segunda Parte tendrá el mismo éxito".
Zaki Hasan, de IGN, calificó la segunda parte con un 9 sobre 10: "Es una historia convincente adaptada con cuidado e interpretada con convicción. Tomadas en conjunto, ambas partes constituyen no sólo una de las mejores películas de animación de Batman, sino una de las mejores películas de Batman, y punto".
William Fischer, de Collider, comparó negativamente el diseño visual de la película con las ilustraciones más detalladas y estilizadas del arco argumental de los cómics, aunque reconoció que los animadores de la película trabajaron con limitaciones diferentes a las de los ilustradores.